# Bürkliplatz
Der Bürkliplatz mit der südlich gelegenen Bürkliterrasse und den drei Schiffländen sowie die nördlich angrenzende Stadthausanlage, die «seit dem Jahr 2000 als Einheit mit dem Bürkliplatz gestaltet» ist, bilden den zentralen Knotenpunkt der Quaianlagen, öffentlich zugängliche Promenaden, Parks und Wiesen entlang des unteren Zürichsee-Beckens im Stadtgebiet von Zürich.
Fünf Strassen, darunter die Bahnhofstrasse, treffen hier zusammen; die Haltestelle wird von fünf Tramlinien bedient. Die vom Platz wegführende Quaibrücke in Richtung Bellevue als Scharnier zwischen dem Zürichsee und der Limmat verbindet die westlichen und östlichen Stadtteile.
Die Stadthausanlage mit dem Musikpavillon wird als Markt- und Chilbiplatz sowie für zahlreiche kulturelle Veranstaltungen genutzt. Die Schiffländen sind Ausgangspunkt der Schifffahrten auf dem Zürichsee. Bürkliplatz und -terrasse sind nach ihrem Erbauer, dem Stadtingenieur Arnold Bürkli, benannt.

## Geschichte

Quaibrücke und Bürkliplatz, Foto: Bruno Wehrli, 1905

Die Entstehung des Platzes geht auf den Rückbau der Schanzen im Jahr 1833 und der Hinwendung der Stadt in den 1830ern zum See hin zurück. Damit wurde der Bau einer Quaianlage vorangetrieben. Das erste Quaiprojekt wurde vom Stadtingenieur Arnold Bürkli zusammen mit dem Architekten Conrad Ulrich entworfen. Ein Aktionskomitee wollte auf die Gestaltung der Seeseite der Stadt Einfluss nehmen und veranstaltete 1873/74 einen Projektwettbewerb, bei dem 27 Entwürfe eingereicht wurden.
Arnold Bürkli war zwischen 1882 und 1887 leitender Ingenieur der Quaibaukommission. Der Platz in der heutigen Form entstand 1887 zusammen mit der Vollendung der Quaibrücke. Anfänglich hiess der Platz Stadthausplatz, die Terrasse Stadthausterrasse, 1908 wurde sie zu Ehren des Stadtingenieurs Arnold Bürkli in Bürkliplatz und Bürkliterrasse umbenannt.

## Bebauung
Der Platz am Ufer des Zürichsees ist Teil der Quaianlagen. Vor den drei Schiffstegen stehen ein Häuschen mit Billettschalter der Zürichsee-Schifffahrtsgesellschaft, ein Kiosk und eine Toilettenanlage. Die Bürkliterrasse am Bürkliplatz ist eine leicht erhöhte Plattform mit einer kleinen Allee und zahlreichen Sitzbänken. Sie bietet einen der schönsten Aussichtspunkte auf den See und bei Föhnwetter auf die dann sichtbaren Glarner Alpen. Die Terrasse ist umgeben von einem zum See hin überhängenden Terrassenweg.

Bürkliplatz, Bürkliterasse, Schiffländen
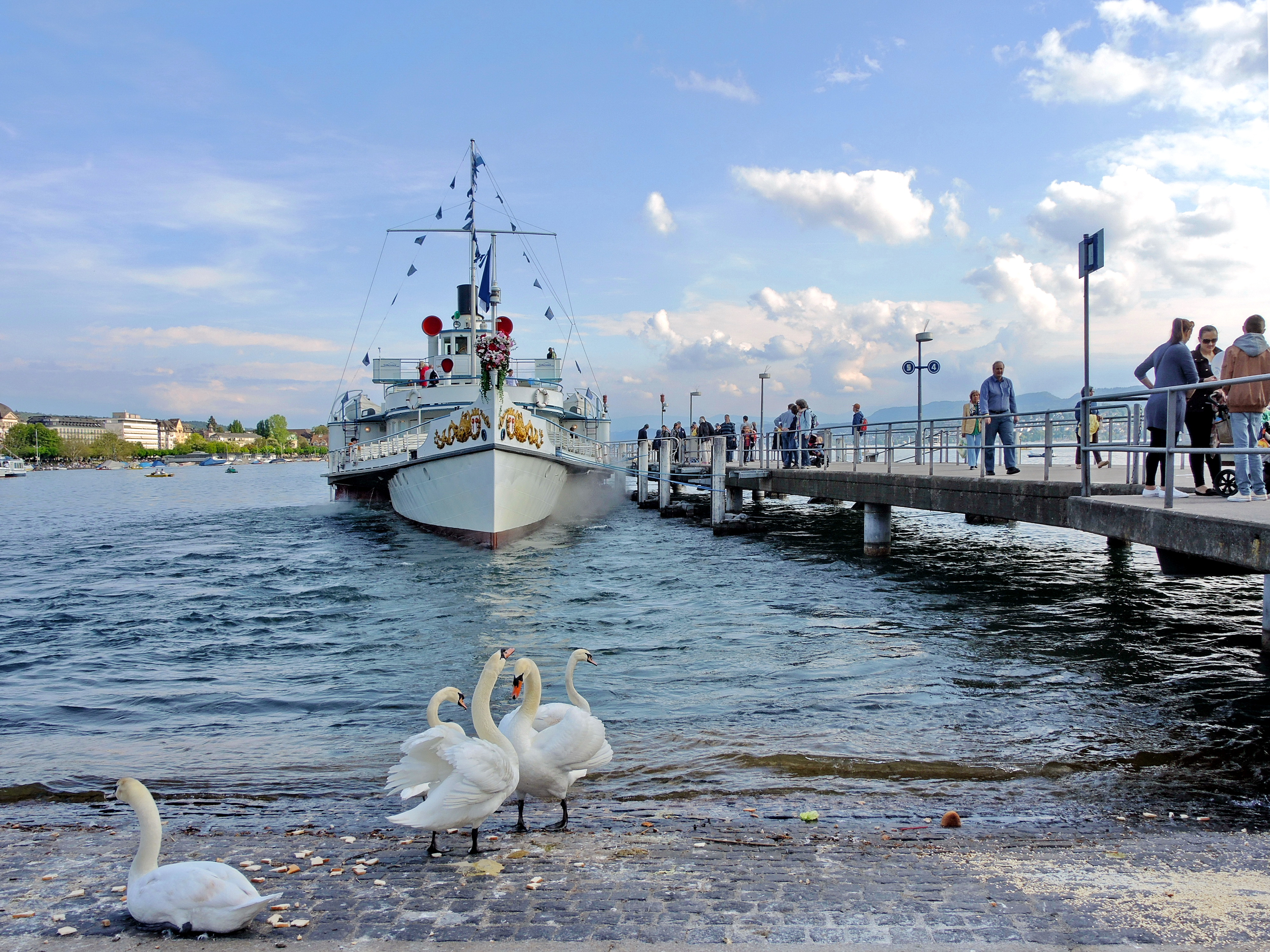
Schwanenrampe, Schifflände, Dampfschiff Stadt Rapperswil
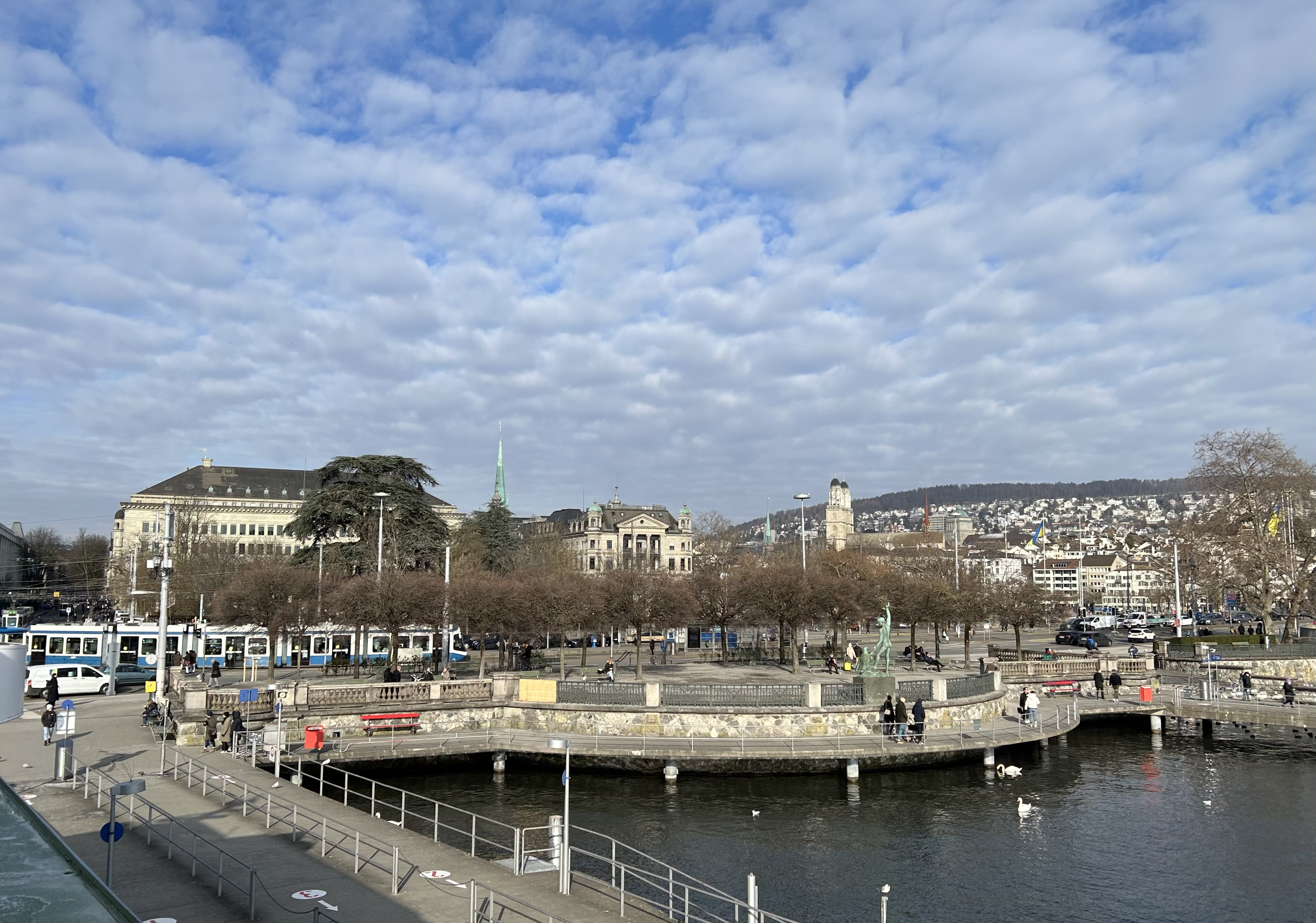
Bürkliterrasse vom Zürichsee her gesehen
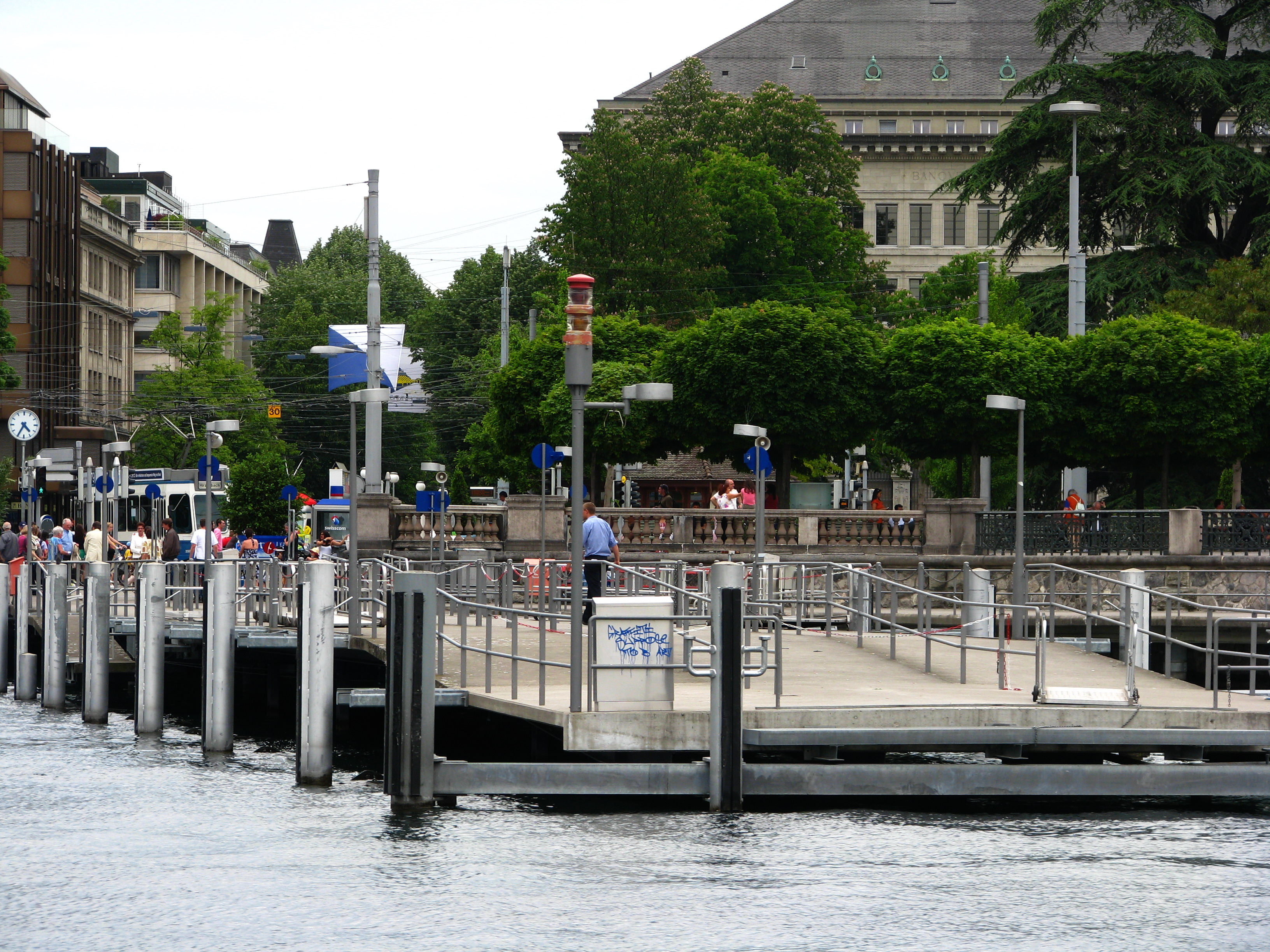
Ankunft am Bürkliplatz per Schiff

Die Zürcher Blumenuhr auf dem Bürkliplatz ist ein Geschenk des Uhrengeschäfts Beyer Chronometrie aus dem Jahr 1985 an die Stadt Zürich. Der ursprüngliche Standort der Uhr war die Stadelhoferanlage beim Bahnhof Stadelhofen. Nach einem Jahr wurde sie auf die Traminsel des Bürkliplatzes versetzt. Schliesslich bekam sie ihre definitive Bleibe direkt am See. Das Zifferblatt des Chronometers erhält in der Regel ein Sommer- und ein Winterkleid, das jeweils von der Firma LutzGärten oder einem Künstler entworfen und gestaltet wird. Um die Pflege der Blumen kümmert sich Grün Stadt Zürich.

Zifferblätter der Blumenuhr am Bürkliplatz
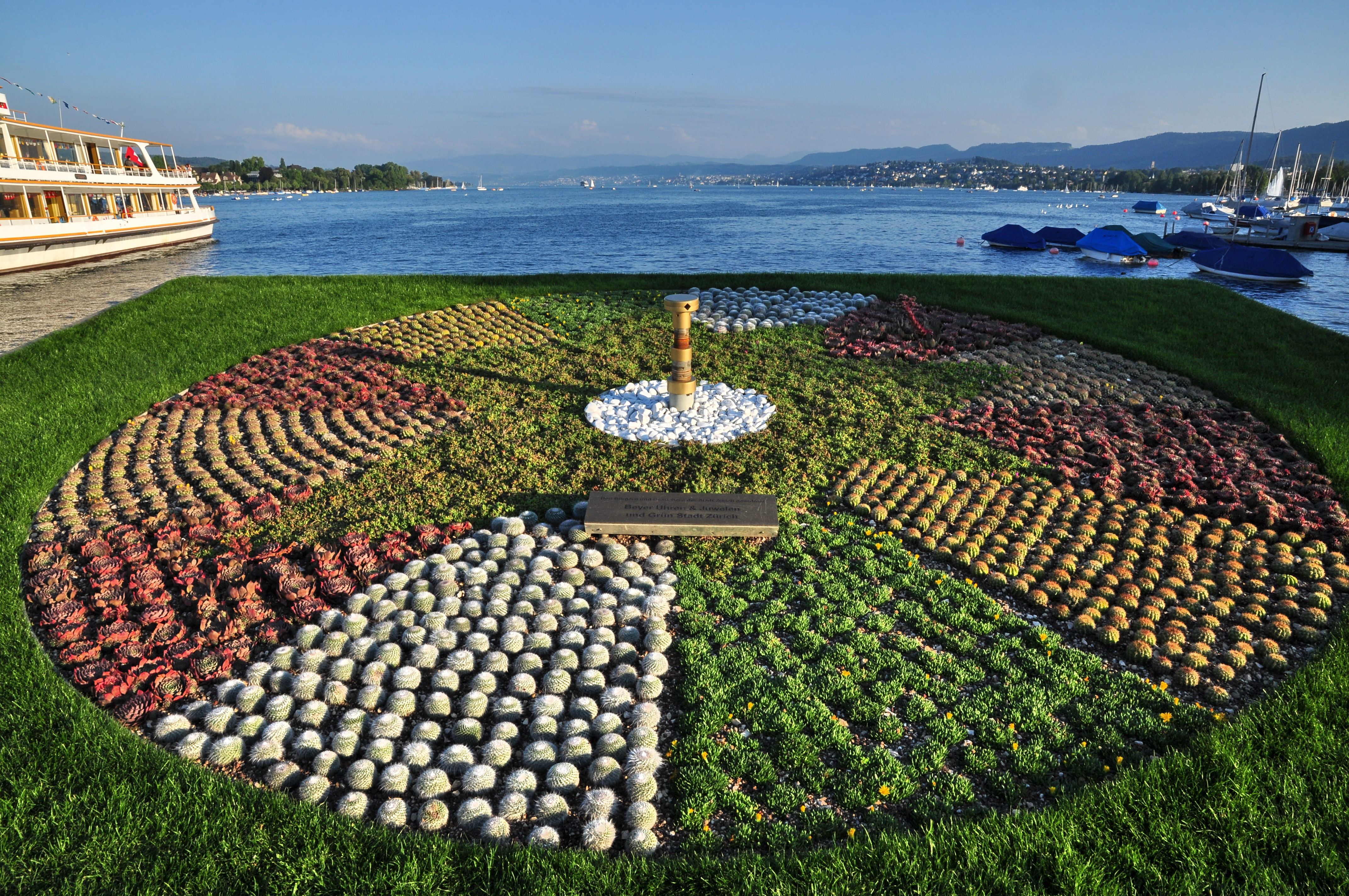
Mit Sukkulenten geschmückte Uhr zum 80. Geburtstag der Sukkulenten-Sammlung der Stadt Zürich, 2011
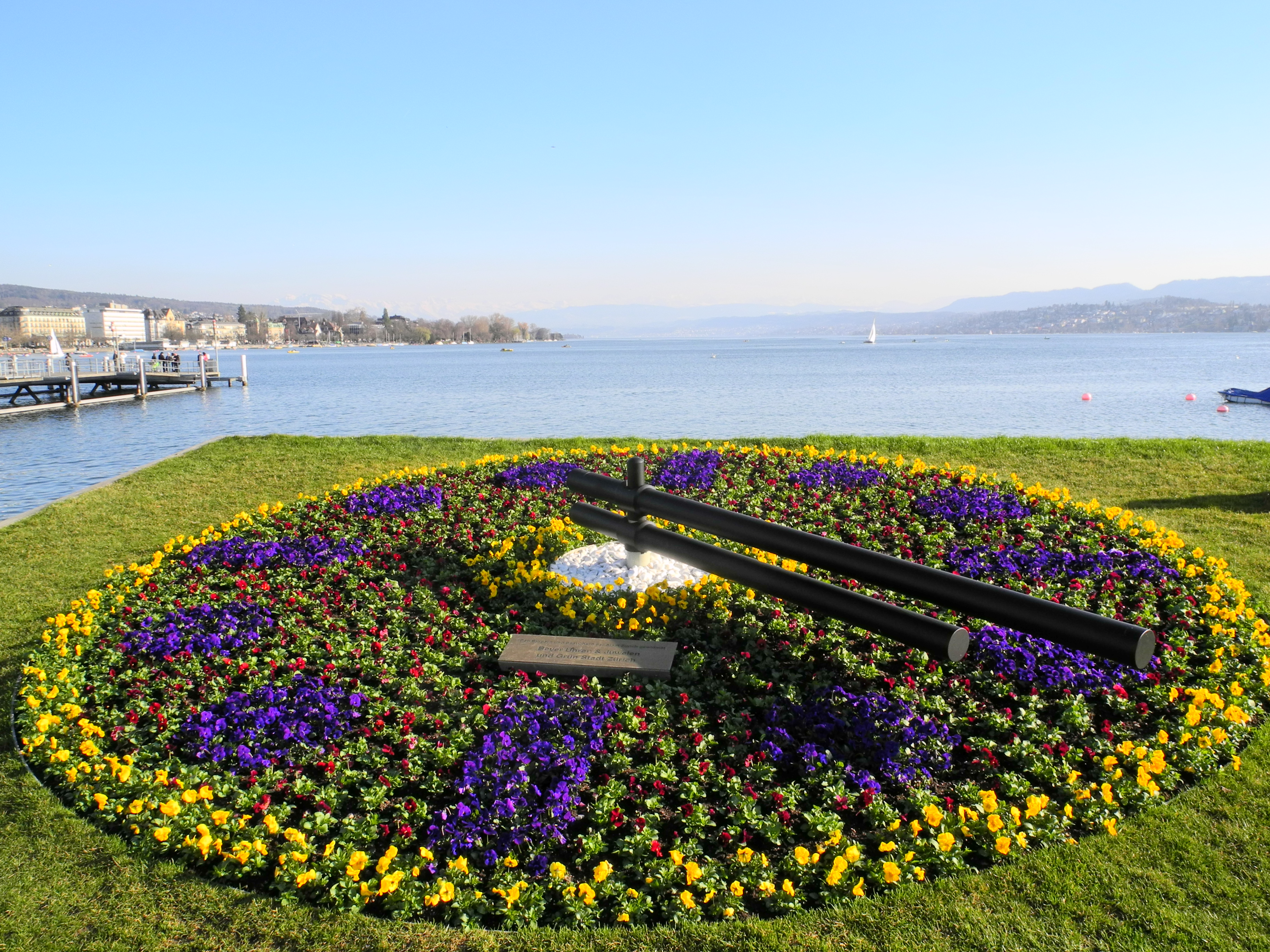
Winterkleid des Zifferblattes 2011/12
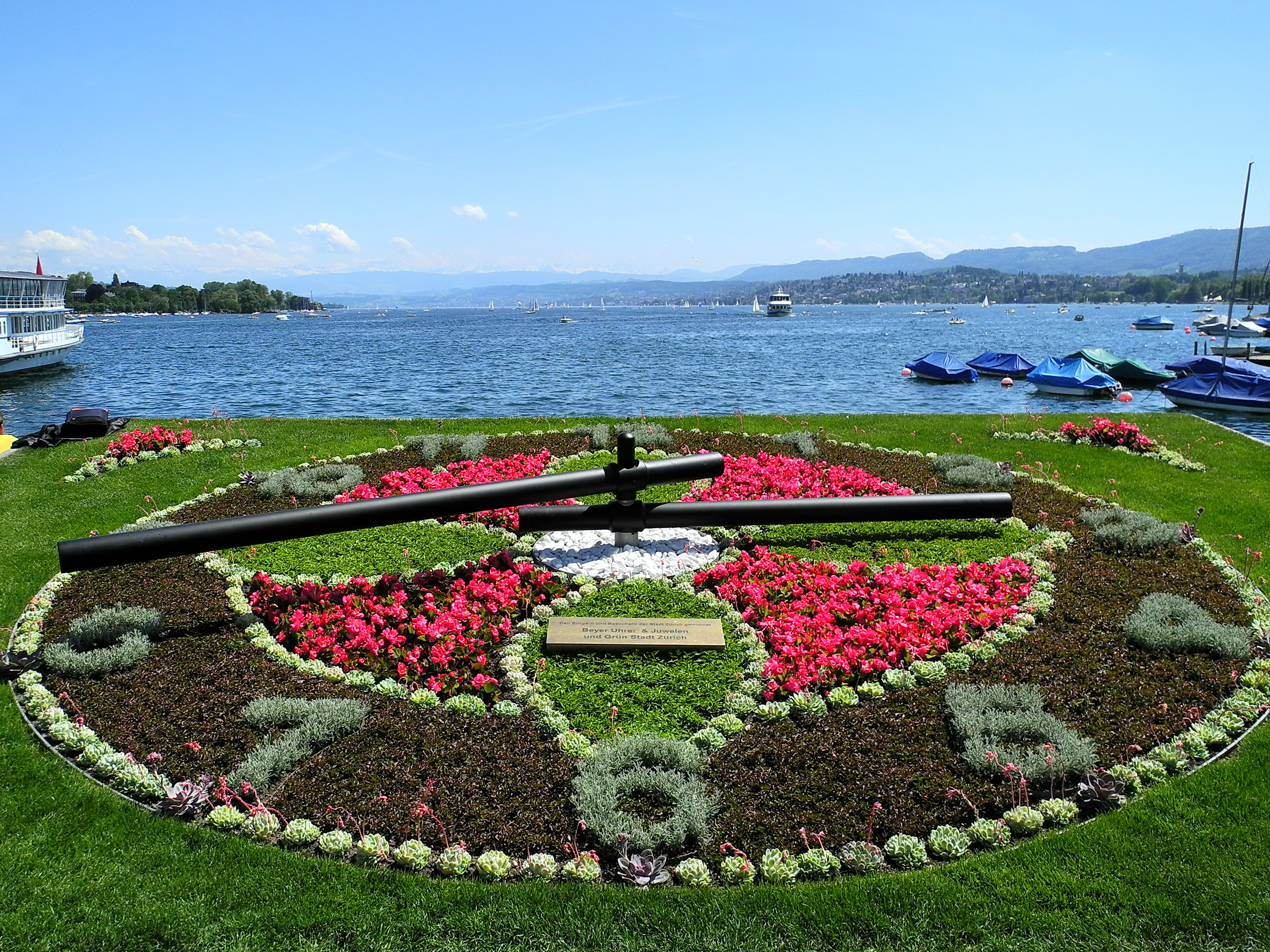
Sommerkleid des Zifferblattes 2012

Nördlich der Tramhaltestelle Bürkliplatz liegt direkt vor dem Gebäude der Schweizerischen Nationalbank die verkehrsfreie und mit Bäumen bepflanzte Stadthausanlage. Im Zentrum steht der Musikpavillon, der für zahlreiche kulturelle Anlässe genutzt wird.

## Kunst im öffentlichen Raum
- Der Geiserbrunnen zu Ehren des Stadtbaumeisters Arnold Geiser wurde 1910/11 von Jakob Brüllmann realisiert.
- Seit 1952 steht auf der, dem Zürichsee zugewandten Seite der Bürkliterrasse, die Skulptur Ganymed von Hermann Hubacher.[3]
- Maman, die monumentale Bronzeplastik einer Spinne der Künstlerin Louise Bourgeois war im Jahr 2011 anlässlich ihres 100. Geburtstags erstmals in vier Schweizer Städten zu sehen. Nach ihrem ersten Gaststandort auf dem Bundesplatz in Bern war sie im Rahmen der Schweizer Maman-Tour vom 10. Juni bis am 28. Juli 2011 auf dem Bürkliplatz ausgestellt.[9]

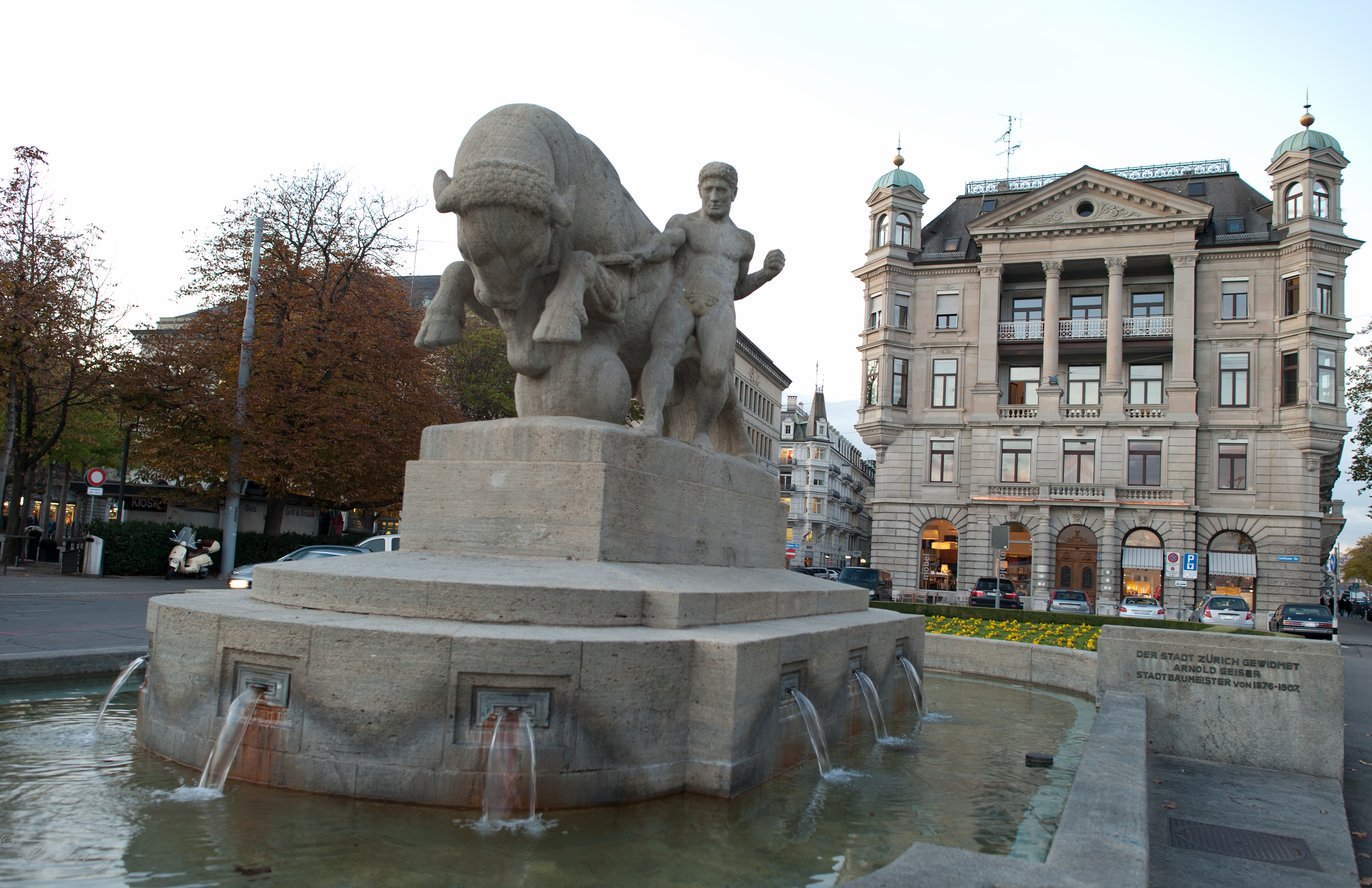
Geiserbrunnen von Jakob Brüllmann in Gedenken an Arnold Geiser
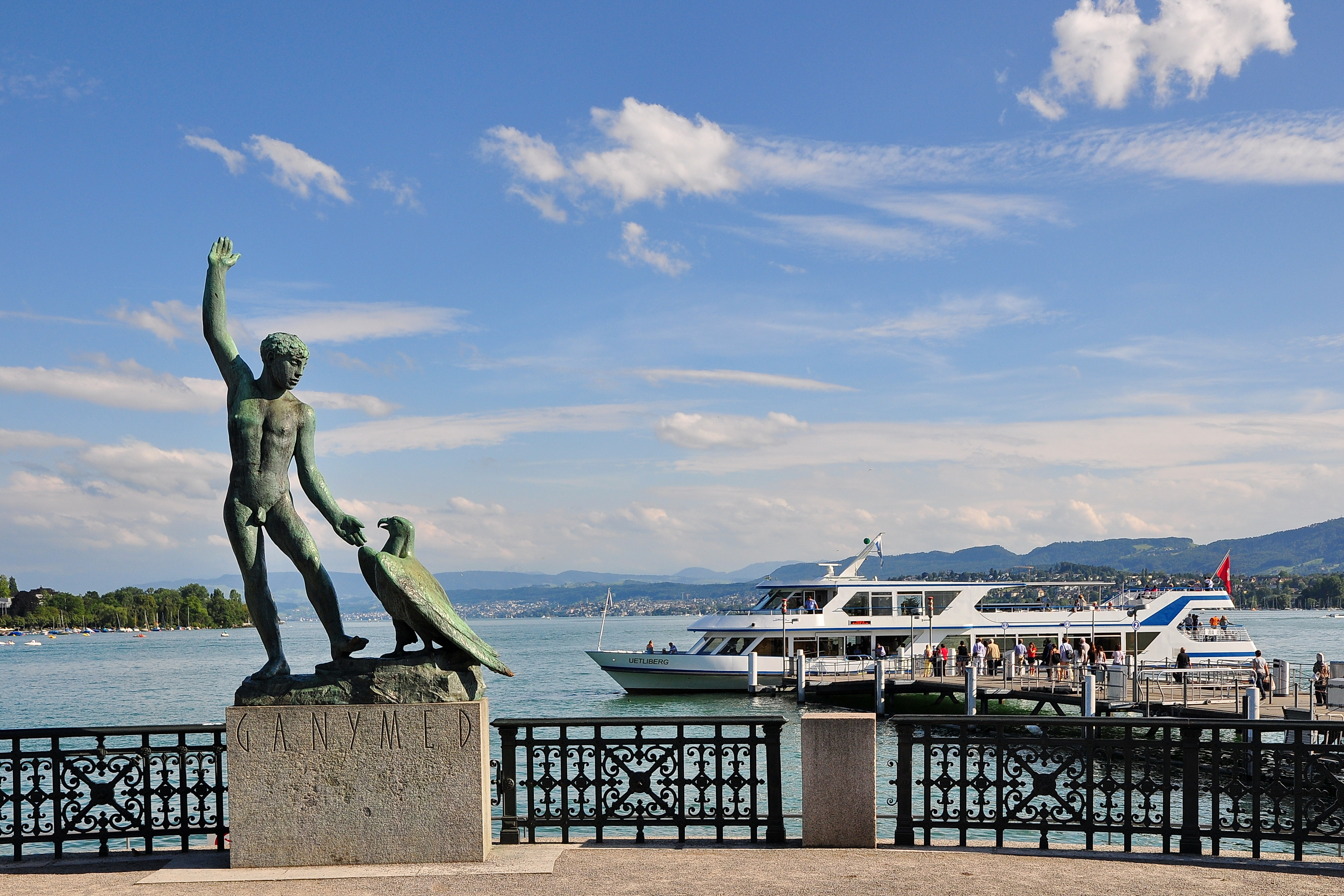
Ganymed von Hermann Hubacher auf der Bürkliterrasse
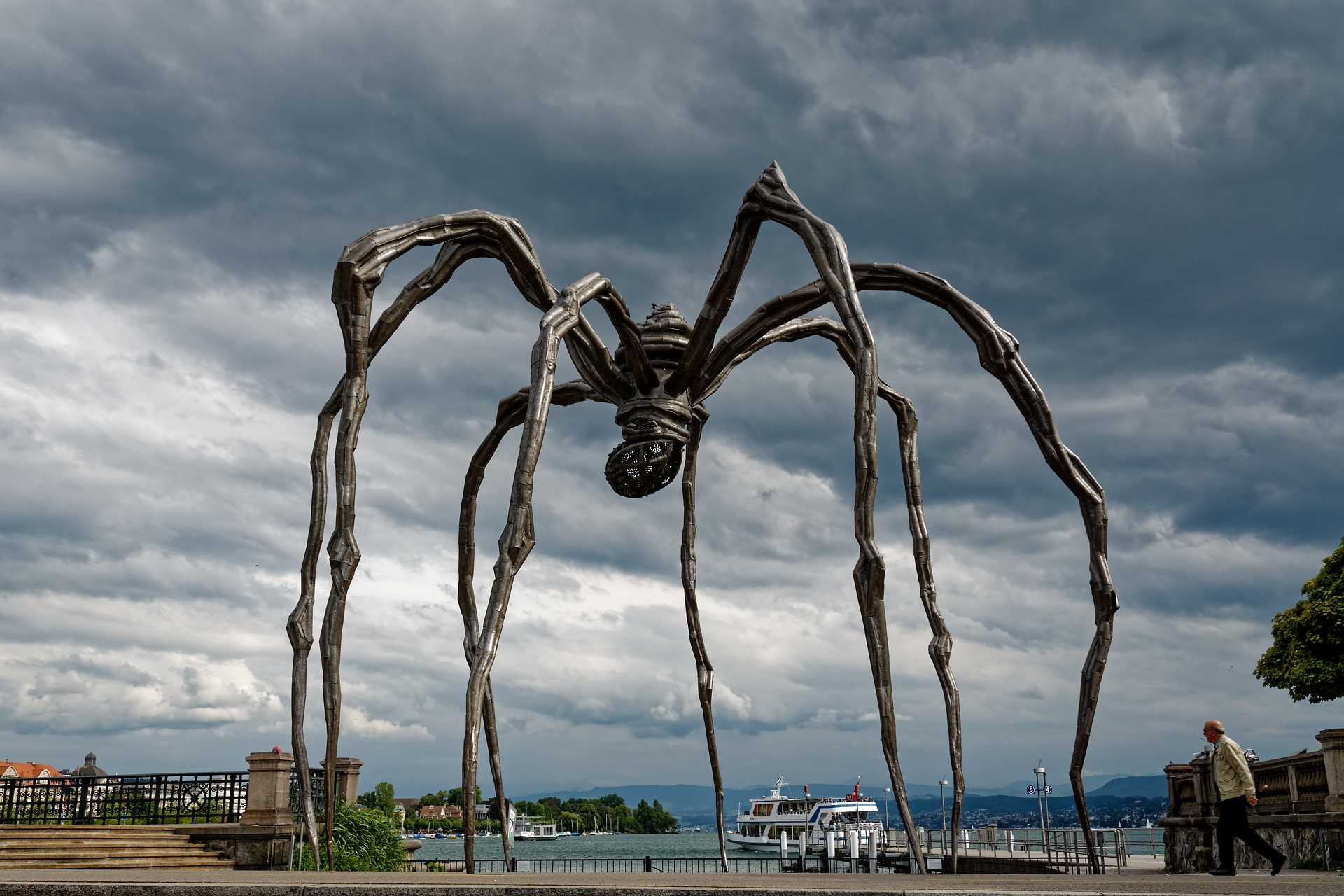
Maman von Louise Bourgeois auf dem Bürkliplatz, 2011

## Nutzungen

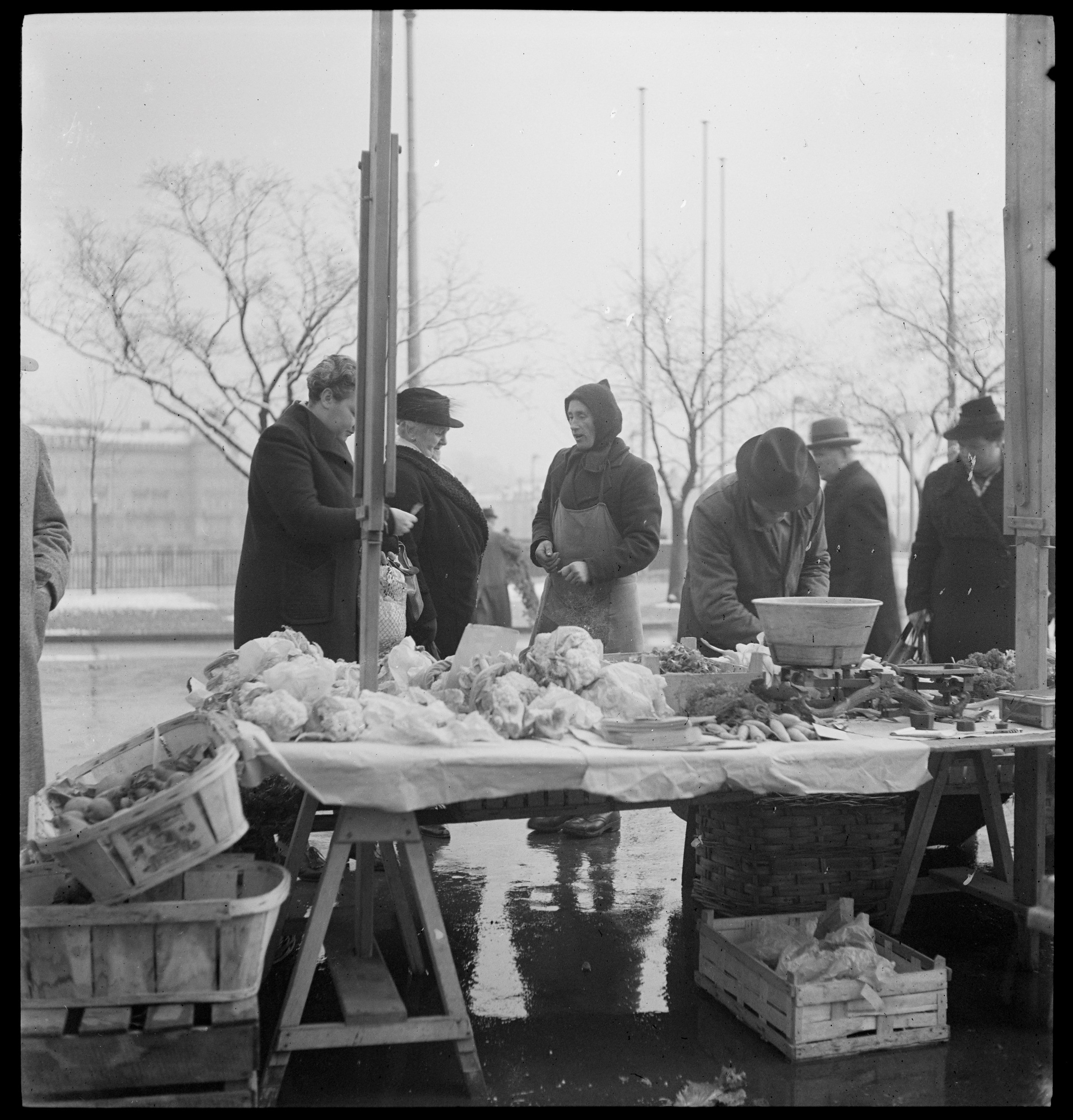
Historisches Bild des Wochenmarkts Bürkliplatz, 1938

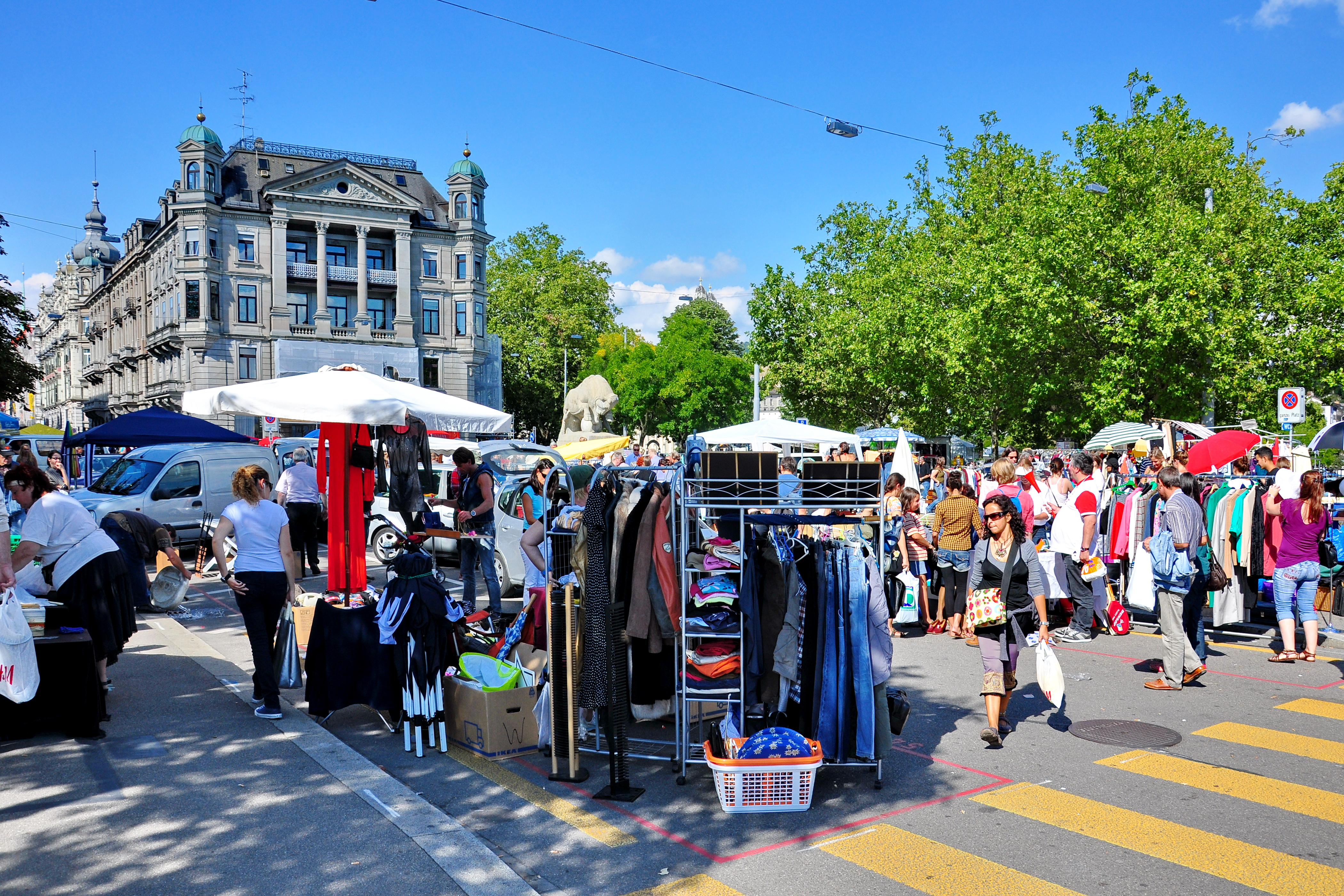
«Bürkli Flohmi», Flohmarkt am Bürkliplatz

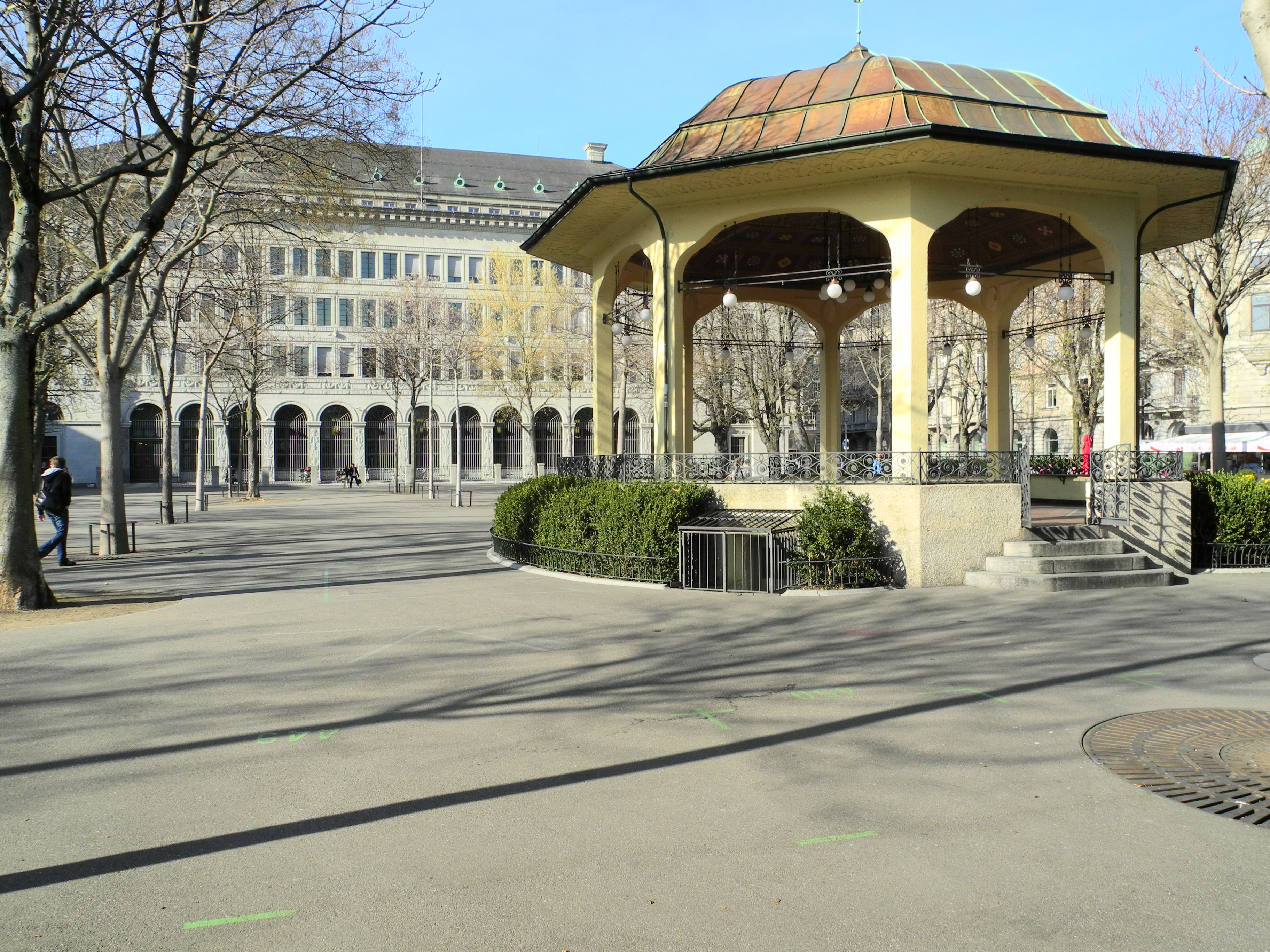
Musikpavillon am Bürkliplatz 3 in der Stadthausanlage, 1908 von Robert Maillart erbaut, im Hintergrund das Gebäude der Schweizerischen Nationalbank

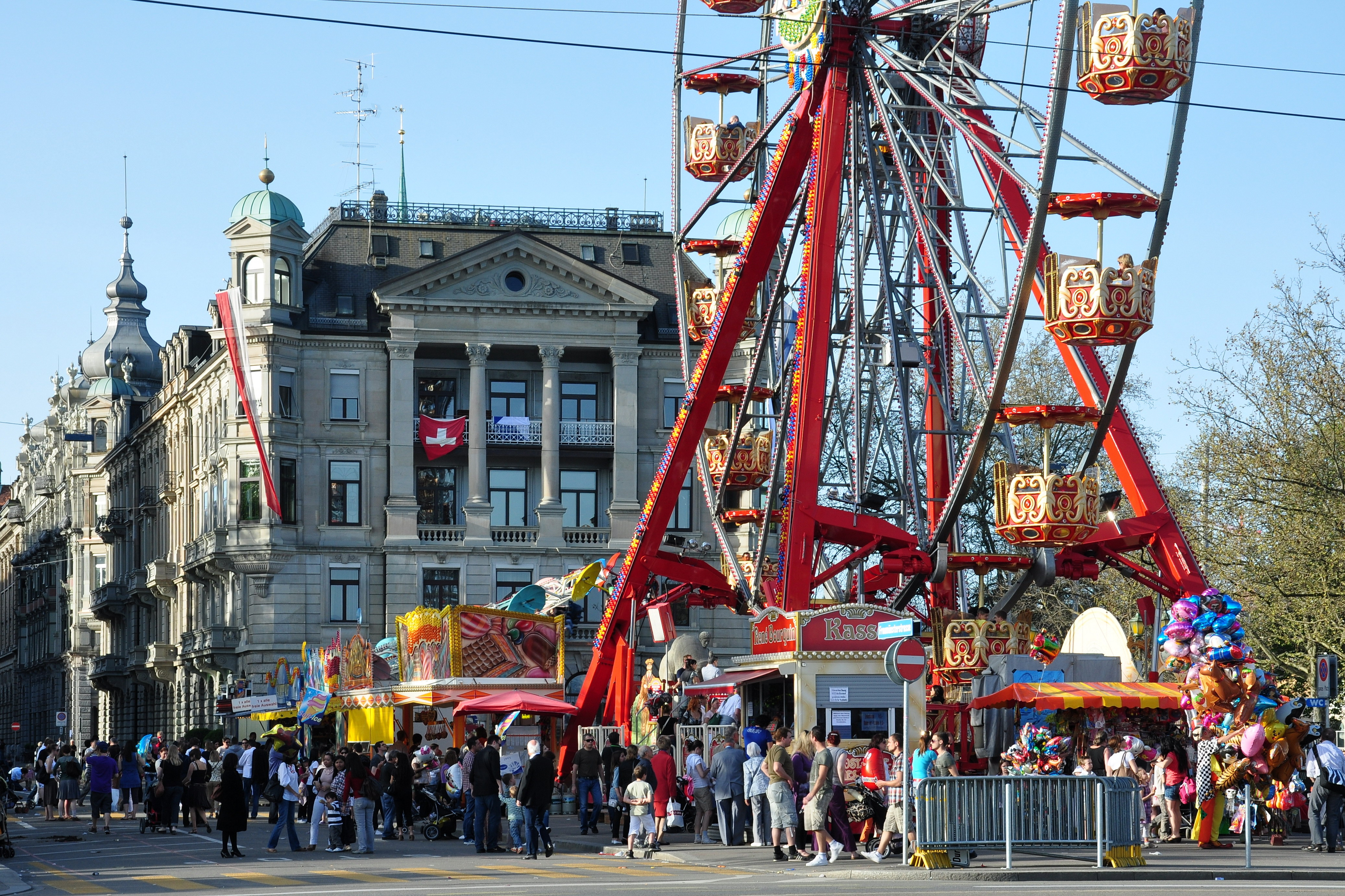
«Chilbi» am Bürkliplatz während des Sechseläutens

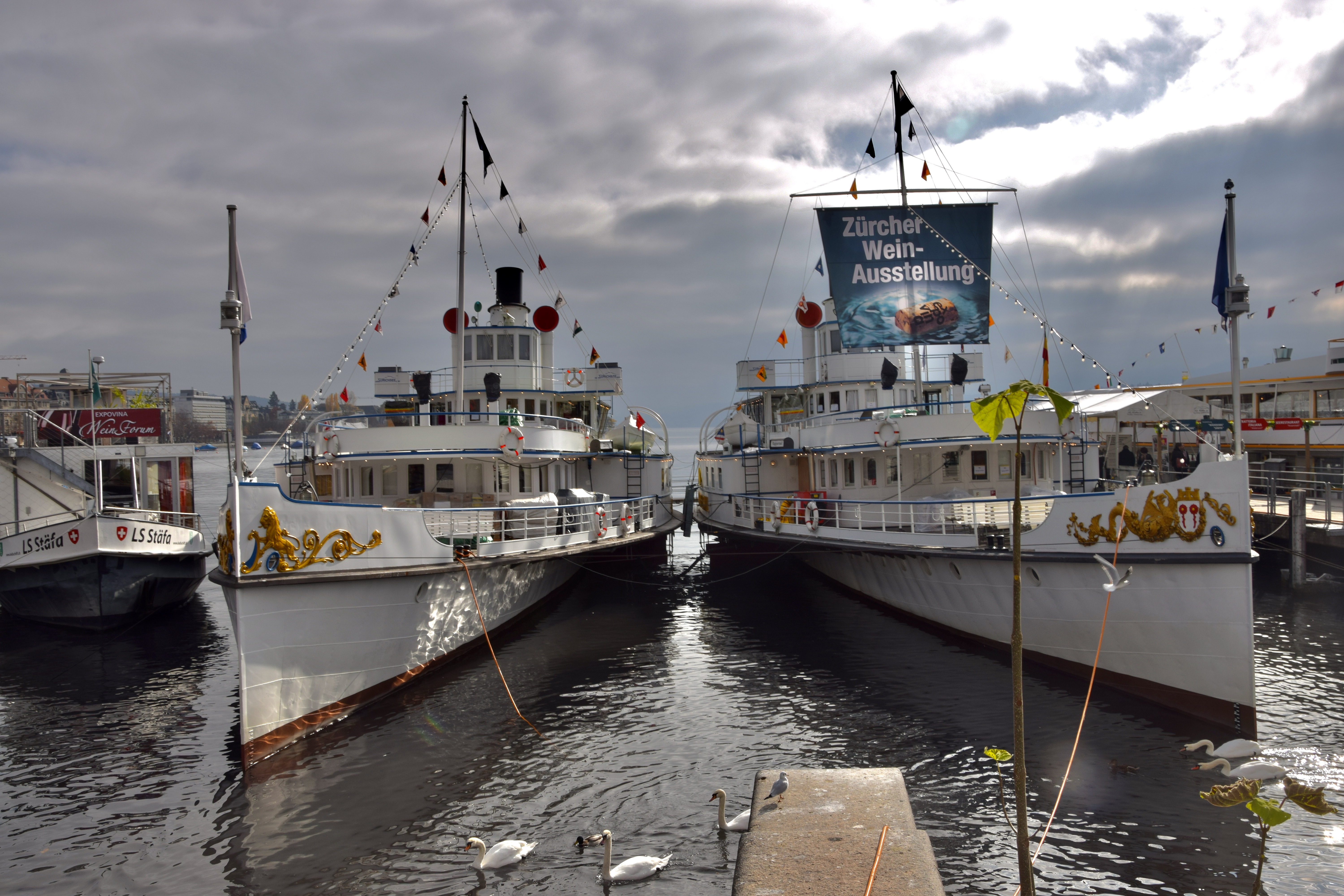
Expovina, Weinmesse an den Schiffländen am Bürkliplatz

### Wochenmarkt «Bürklimäärt»
Am Wochenmarkt auf dem Bürkliplatz, von den Einheimischen «Bürklimäärt» genannt, werden von mehr als 70 Marktteilnehmern in der Stadthausanlage zwischen den Kastanienbäumen Spezialitäten von Bauernhöfen aus der Umgebung: Gemüse, Schnittblumen, Obst, Früchte, Beeren, Milchprodukte, Fisch, Fleischspezialitäten, Käse, Pilze, Brot- und Backwaren, Kräuter, Setzlinge sowie Tessiner, italienische, französische, spanische und Bayrische Spezialitäten feilgeboten. Zweimal die Woche, jeweils am Dienstag- und Freitagmorgen ab sechs bis elf Uhr ist der Markt geöffnet.

### Flohmarkt «Bürkli Flohmi»
Während der Sommermonate ab Mai bis Oktober findet seit 1971 in der Stadthausanlage beim Bürkliplatz jeweils am Samstag von sieben bis 17 Uhr der traditionelle Flohmarkt statt, der sogenannte «Bürkli Flohmi», wie er von den Einheimischen bezeichnet wird.

### Zürcher Kerzenziehen am Bürkliplatz
Das erste öffentliche Kerzenziehen während der Vorweihnachtszeit fand 1969 statt. Der Leiter der Freizeitanlage Zürich-Wollishofen, Michael Brons, hatte es für eine Gruppe ausgegrenzter Jugendlichen organisiert. Die Stadtbehörden willigten ein, dass der Musikpavillon in der Stadthausanlage in der Adventszeit für das Kerzenziehen genutzt werden darf. Die Trägerschaft der Veranstaltung ist die gemeinnützige Stiftung Zürcher Kerzenziehen.
Im Jahr 2024 findet das Kerzenziehen infolge Bauarbeiten in der Stadthausanlage von Donnerstag 14. November bis Donnerstag 19. Dezember 2024 am Hechtplatz statt.

### Bürkliplatz am Sechseläuten
Vor und während des alljährlich stattfindenden Sechseläutens steht auf dem Bürkliplatz ein Riesenrad, umgeben von zahlreichen Ständen mit Chilbi-Attraktionen in der Stadthausanlage.

### Expovina an den Schiffländen am Bürkliplatz
Seit Mitte der 1950er Jahre dienen die Schiffe der Zürichseeflotte an der Schifflände jeweils im Oktober als Weinschiffe. Etwa 160 Anbieter stellen an ihren Stände rund 4000 Weine vor, die an der Messe verkostet und bestellt werden können. Vom 30. Oktober bis zum 13. November 2025 feiert die Expovina ihr 70-jähriges Jubiläum.

### Salsa Rueda im Musikpavillon
Jeweils von März bis Oktober finden im Pavillon in der Stadthausanlage am Bürkliplatz am Mittwochabend die vom Salsa-Tanzclub Zürich organisierten Open-Air Salsa Rueda statt.

## Verkehr
An der gleichnamigen Tramhaltestelle halten die Tramlinien 2, 5, 8, 9, 11. Der Bürkliplatz ist Endhaltestelle der Buslinien 161 und 165. Beim Bürkliplatz liegt die zentrale Anlegestelle der Schiffe der Zürichsee-Schifffahrtsgesellschaft.